# Szarka Gergely
Szarka Gergely (Budapest, 1998. november 18. –) magyar országútikerékpár-versenyző. 
A 2019-es magyar országos bajnok.
A 2024-es szezon végén visszavonult a profi versenyzéstől.